# Nazlıcan İnci
Nazlıcan İnci (Erzincan, 6 de març de 2000) és una esportista turca que competeix en bàdminton. Va ser campiona europea, juntament amb Bengisu Erçetin, a la categoria dobles femení al Campionat d'Europa juvenil disputat a Tallinn, Estonia, entre els dies 11 i 16 de setembre de 2018. El 2019 la mateixa parella rep medalla de plata al torneig "28th Iran Fajr International Challenge Badminton", realizzat a Teheran, 4-7 de febrer. Va rebre medalla de bronze al torneig Badminton International Junior de Suecia, el 31 d'ener de 2018.
İnci va fer la seva educació secundaria a Erzincan.